# Dürfen wir schweigen?
Dürfen wir schweigen? ist ein Stummfilmdrama, das Richard Oswald 1926 in Berlin für die Nero-Film des Heinrich Nebenzahl nach einem eigenen Drehbuch in Szene setzte. An der Kamera stand Gustav Ucicky. Die Hauptrolle spielte Conrad Veidt. Es handelt sich um eine Neuverfilmung des ersten Teils von Oswalds erfolgreicher Filmreihe Es werde Licht! (1917).

## Handlung
Der vielbeschäftigte Venerologe Dr. Georg Mauthner erhält durch seine Assistentin die Mitteilung, dass seine Braut, die Stadtratstochter Leonie, mit ihm in die Oper gehen möchte. Er lässt ihr aber durch seine Assistentin ausrichten, dass er noch einen Krankenbesuch zu machen habe. Einige Tage später kommt Leonie in die Praxis und beklagt sich bei der Assistentin, dass sie sich vernachlässigt fühlt. Schließlich kann sie Mauthner überreden, mit ihr zu einem Kostümfest bei dem Maler Paul Hartwig zu gehen. Dieser ist von ihr beeindruckt und malt sie später auf ihre Bitte hin. Als er die Widerstrebende begehrt, kommt ihr Vater dazu. Die beiden erklären sich kurzerhand als verlobt.
Paul erscheint nun in der Praxis von Georg. Der Wassermann-Test ist positiv, wodurch erwiesen ist, dass Paul sich mit Syphilis angesteckt hat. Georg bietet ihm eine Behandlung an, dann könne er nach zwei Jahren heiraten. Doch Paul lässt sich stattdessen von dem geschäftstüchtigen Professor Miller behandeln und heiratet Leonie wenige Wochen später.
Nach einigen Jahren ist Georg mit seiner Assistentin verheiratet und Vater eines gesunden Sohnes. Die Tochter von Paul und Leonie dagegen kränkelt. Paul wird zunehmend verzweifelt, er verfällt vollends dem Laster und dem Alkohol. Als seine Frau Leonie an ihrer Krankheit stirbt, nimmt Georg Pauls Tochter Inge in seinem Kinderhort auf.
Jahre später arbeitet Paul als Anstreicher auf dem Bau. Georgs Sohn ist in Pauls inzwischen erwachsene Tochter Inge verliebt. Inge ist gesund, trotzdem hält Georg seinen Sohn für eine Heirat zu jung und schickt ihn auf die Universität. Paul bricht schnapstrinkend in einer Kellerkneipe zusammen, wird ins Krankenhaus eingeliefert und verlangt nach Dr. Mauthner. Georg verständigt seine Tochter, und als er Paul auf seine Frage hin versichern kann, sie sei gesund, kann dieser glücklich entschlafen.

## Hintergrund
Der Film entstand in den Jofa-Studios in Berlin-Johannisthal. Die Filmbauten entwarf Heinrich Richter.
Der Prüfbehörde in Berlin lag der Film zur Zensur am 17. März 1926 unter der Prüf-Nr. B 12 550 vor.
Uraufführung war am 6. April 1926 in Berlin im Alhambra-Palast. Die Kinomusik kompilierte und dirigierte Hans May. Der Film war eine Produktion der Nero-Film GmbH zusammen mit der Richard Oswald-Film. Den Verleih in Deutschland übernahm die Bayerische Film GmbH München.
Der Film wurde zusammen mit Falsche Scham – Vier Episoden aus dem Leben eines Arztes (1925/26) von Rudolf Biebrach auf der Reichsgesundheitswoche gezeigt, die vom 18. bis 25. April 1926 in Berlin in den Ausstellungshallen am Kaiserdamm abgehalten wurde. In England und Amerika lief er unter dem Titel Should we be silent?. 1928 wurde er auch in der Sowjetunion als Смеем ли мъ молцатъ vorgeführt.
Von dem ursprünglich 2686 Meter (89 Min.) langen Film sind inzwischen nur noch 1241 Meter (47 Min.) übrig.
Der Film wurde unter Zuhilfenahme erhaltener russischer und französischer Fassungen vom Bundesarchiv-Filmarchiv rekonstruiert. Eine digitale Kopie ist dort hinterlegt.

## Rezeption
Der Film wurde besprochen in:
Dürfen wir - ? In: Film-Kurier, Nr. 44, 20. Februar 1926. - Dürfen wir schweigen? In: Film-Kurier, Nr. 50, 27. Februar 1926 und Film-Kurier, Nr. 81, 7. April 1926.
„Im Rahmen einer außerordentlich spannenden und dramatischen Handlung leuchtet dieses kühne Filmwerk in ein Problem hinein, das bisher nur mit Zurückhaltung in der Öffentlichkeit behandelt wurde…“ (Filmwerbung 1926, zit. bei Zglinicki S. 577)
„Richard Oswald hat das Problem dieses Mal in eine vollkommen veränderte Handlung eingekleidet, die zwar nicht weniger romanhaft, aber vielleicht doch etwas geradliniger und klarer ist als die ältere Fabel.“ (Curt Moreck, Sittengeschichte des Kinos)
„Noch immer waren Geschlechtskrankheiten ein gesellschaftliches Problem und Oswald mußte in ‚Dürfen wir schweigen?‘ erneut eine Gratwanderung zwischen dem Zeigbaren, dem Abstoßenden und dem Darstell- oder zumindest Sagbaren unternehmen. Erneut setzt er im persönlichen Leid, das er als Folge der Krankheit zeigt, ganz auf Abschreckung. Tod und Siechtum werden als Folgen angedeutet, von denen auch die nächste Generation betroffen sein kann, wenn dies nicht die filmische Konvention eines familiären Happy End verhindern würde.“ (Stummfilm.at/archiv).
„Emotional gerührt ließen sich die Zuschauer zum Beispiel nach dem Besuch von ‚Dürfen wir schweigen?‘ (Richard Oswald, Deutschland 1926) untersuchen, während die trockenen Lehrfilme langweilten und ihren erzieherischen Effekt verfehlten.“ (Anita Gertiser: Der Schrecken wohnt im Schönen, 2008, Anm. 19)
„Conrad Veidt scheute sich nicht, in Filmen mit brandheisse, für die damalige Zeit sogar skandalösen Filmen mitzuspielen. Beispielsweise 1918 in ‚Es werde Licht! 4. Teil: Sündige Mütter‘, wo es um Abtreibung und den Paragrafen 218 ging. 1919 in ‚Anders als die Anderen‘, einem der ersten Schwulenfilme oder 1926 in ‚Dürfen wir schweigen?‘, wo es um die Syphilis ging. All diese Filme entstanden unter der Regie von Richard Oswald.“ (Dirk Wilkens-Hagenkötter)